# Teloscalpellum ecaudatum
Teloscalpellum ecaudatum is een rankpootkreeftensoort uit de familie van de Scalpellidae. De wetenschappelijke naam van de soort is voor het eerst geldig gepubliceerd in 1918 door Calman.